# Louise Wilson
Louise Wilson (23 de febrero de 1962 - 16 de mayo de 2014) fue una profesora británica. En 1992 sucedió a Bobby Hillson como directora del curso de maestría del programa de diseño de moda en Central Saint Martins College en Londres.
Antiguos alumnos de Wilson fueron Alexander McQueen, Jonathan Saunders, Christopher Kane,  Marios Schwab, Peter Jensen, Richard Nicoll, Christopher Shannon y Sophia Kokosalaki.
Se reportó que falleció mientras dormía durante una visita a su hermana en Escocia el 16 de mayo de 2014.